# St. James (Missouri)
Pour les articles homonymes, voir Saint James.
St. James est une ville du comté de Phelps, dans le Missouri, aux États-Unis,. Située au nord-est du comté, elle est incorporée en 1892.

## Démographie
Lors du recensement de 2010, la ville comptait une population de 4 216 habitants. Elle est estimée, en 2016, à 4 119 habitants.